# George F. Hopkinson
George Frederick Hopkinson (Retford, 14 dicembre 1895 – Castellaneta, 12 settembre 1943) è stato un generale britannico.
Ha partecipato alla seconda guerra mondiale come capo della 1st Airborne Division, dove ha trovato la morte il 12 settembre 1943 a Castellaneta durante l'Operazione Slapstick.